# Dolichopus tetricus
Dolichopus tetricus är en tvåvingeart som beskrevs av Friedrich Hermann Loew 1864. Dolichopus tetricus ingår i släktet Dolichopus och familjen styltflugor.
Artens utbredningsområde är Québec. Inga underarter finns listade i Catalogue of Life.